# Herbert Anaya Sanabria
Herbert Ernesto Anaya Sanabria (San Salvador, 11 de juny de 1954 – 26 d'octubre de 1987) va ser un advocat i director de l'ONG Comisión de Derechos Humanos de El Salvador (CDHES). Va ser assassinat o «desaparegut» el 1987 i, a principis de 1993, el fill d'Anaya va ser ferit a trets quan uns homes armats van atacar el cotxe de la seva mare Mirna Perla de Anaya, sense que cap d'aquests dos casos es resolgués.

## Biografia
Després d'estudiar Dret, es va unir a l'organització Asociación General de Estudiantes Universitarios Salvadoreños (AGEUS), i més endavant va ser un dels fundadors de l'organització de drets humans CDHES. Als anys 1980, es va incorporar al Frente Farabundo Martí para la Liberación Nacional (FMLN). A més, va treballar per al comitè de famílies de persones assassinades o desaparegudes. El 26 de maig de 1986 va ser arrestat per la policia, juntament amb Reynaldo Blanco (futur president del CDHES), i empresonats al penal La Esperanza durant nou mesos on va ser interrogat i torturat. A la presó, Anaya va treballar en un registre de drets humans que incloïa testimonis de 430 dels 432 reclusos que descrivien els mètodes de tortura que se'ls aplicaven. El registre de 160 pàgines i una cinta de vídeo que mostrava signes de tortura van ser trets clandestinament a l'exterior i enviats al Marin County Interfaith Task Force Collection dedicat al seguiment dels abusos dels drets humans a Amèrica Central que es va encarregar de distribuir-lo. El registre d'abusos de drets humans es troba ara als arxius de la Universitat de Colorado a Boulder. El 2 de febrer de 1987, Anaya va ser alliberat com a part d'un intercanvi de presoners.
Anaya va ser acusat en aquell moment tant pel Govern dels Estats Units com per l'exèrcit salvadorenc de ser el líder de la guerrilla de l'FMLN, tot afirmant que el CDHES era el «braç de propaganda rebel», tot i no presentar proves concloents.
Després de la seva llibertat, Anaya va seguir denunciar les violacions dels drets humans i va afirmar que els esquadrons de la mort actuaven directament a les ordres dels militars.

## Assassinat
El 26 d'octubre de 1987, Anaya va ser assassinat a l'aparcament de davant de casa seva, al districte de Zacamil, a El Salvador. Segons els testimonis, tres homes van participar en l'assassinat. Les proves balístiques van demostrar que es van disparar sis trets des de la mateixa arma. La seva mort va provocar importants reaccions tant a El Salvador com a l'estranger i va desencadenar manifestacions a la capital els dies següents. El seu cos va ser deixat en protesta davant l'ambaixada dels Estats Units i després va ser traslladat a l'alt comandament de les forces armades.
Els grups nacionals i internacionals de drets humans i les associacions civils van expressar la seva preocupació. El Sindicat Nacional de Treballadors Salvadorencs va emetre un comunicat segons el qual «els responsables exclusius d'aquest delicte eren el president José Napoleón Duarte, l'ambaixada dels Estats Units i l'alt comandament de les forces armades». El Partit Socialdemòcrata d'Alemanya i el Govern de França van sol·licitar a Duarte que aclarís «les circumstàncies del crim». El Secretari General de l'ONU, Javier Pérez de Cuéllar, Human Rights Watch, Amnistia Internacional i altres grups de drets humans també van protestar per aquest crim.
En rebuig contra l'assassinat d'Anaya, el FMLN i el Front Democràtic Revolucionari (FDR) van suspendre les negociacions amb el govern de Duarte el 29 d'octubre de 1987. El mateix dia, el líder polític Mario Reni Roldán va renunciar a la Comissió de Reconciliació Nacional, afirmant que «l'assassinat d'Anaya, la desaparició del líder laboralista universitari Salvador Ubau i altres successos no semblen ser incidents aïllats, sinó que formen part d'un patró de conducta institucionalitzat».

### Investigacions
En el seu informe, la Comissió sobre la Veritat per a El Salvador, establerta com a part dels Acords de Chapultepec de 1992, afirmava que no podia establir amb certesa si els esquadrons de la mort, l'exèrcit salvadorenc o l'FMLN eren els responsables de la mort d'Anaya.
També es va dir que l'FMLN havia organitzat l'assassinat d'Anaya, atès que estava a favor d'una solució pacífica del conflicte armat. Dos mesos després, la policia va detenir el membre de l'FMLN Jorge Alberto Miranda Arévalo.
Nogensmenys, aquestes denúncies contra l'FMLN van ser rebutjades per l'esposa d'Anaya, així com pel CDHES. Els companys d'Anaya van informar que havia rebut diverses amenaces directes i indirectes del govern salvadorenc al llarg de 1987. A més, la Guàrdia Nacional d'El Salvador el març de 1987 havia detingut el pare d'Anaya que va ser interrogat sobre l'activitat del seu fill.